# 東海林太郎
東海林 太郎（しょうじ たろう、1898年（明治31年）12月11日 - 1972年（昭和47年）10月4日）は、秋田県秋田市出身の流行歌手。
戦前から戦後にかけて活躍し、ロイド眼鏡をかけて燕尾服を着用して直立不動の姿勢で歌う特徴があった。

## 経歴

### 生い立ち～南満洲鉄道入社
東海林は1898年（明治31年）に秋田県秋田市台所町（現：千秋矢留町）で生まれた。保戸野尋常小学校を卒業後、1908年（明治41年）に父・大象が秋田県庁を退職して南満洲鉄道へ入社するのに伴い、両親が満洲へ向かう中、太郎は秋田に残って祖母・カツの下で生活する。 秋田県立秋田中学校在学時にヴァイオリンに魅せられ、満洲に滞在する父・大象に懇願するが逆鱗に触れてしまい、断念している。1916年（大正5年）に卒業後は早稲田大学商学部予科へ入学し、研究科において佐野学の下でマルクス経済学を学ぶ。卒業間近の1922年（大正11年）には庄司久子と結婚した。
1923年（大正12年）に太郎は早稲田大学研究科を修了し、同年9月に父・大象と同じく南満洲鉄道へ入社する。庶務部調査課に配属されて勤務するが、太郎も「満洲に於ける産業組合」を脱稿するがあまりにも左翼的として、1927年（昭和2年）に鉄嶺にある図書館勤務へ左遷された。太郎は結局、満洲や鉄嶺で音楽の夢を捨てることが出来ず、1930年（昭和5年）に南満洲鉄道を退職して帰国した。帰国後は、1931年（昭和6年）に弟・三郎と共に東京・早稲田鶴巻町で中華料理店を経営する一方で、妻・久子と離婚したのちに渡辺静と再婚した。

### 流行歌手に

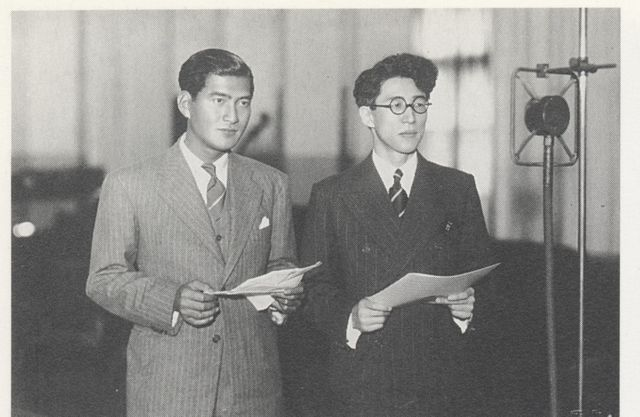
1938年（昭和13年）に行われた「上海の街角で」のスチール。左は佐野周二。

音楽の夢を捨てられずに満洲から帰国した太郎は、歌手の基礎となる声楽を下八川圭祐に師事し、時事新報社主催の「第2回音楽コンクール」の声楽部門で「我恨まず」（ロベルト・シューマン）、仮面舞踏会からのアリア「レナートの詠唱」を独唱して入賞を果たす。
その後は流行歌手へ転向し、ニットーレコードでの「宇治茶摘唄」の吹き込みが流行歌のレコードとして最初のものとなった。1933年（昭和8年）にプロとして大日本雄辯會講談社レコード部と専属契約を結び、「河原月夜」「山は夕焼け」などを吹き込んだほか放送オペラにも出演して「椿姫」ではロイド眼鏡をかけている風貌から医師の役を演じた。
その後も東海林の勢いは留まることを知らず、日本ポリドール蓄音機株式会社で吹き込んだ「赤城の子守唄」が1934年（昭和9年）2月に新譜で発売されると空前の大ヒットとなり、さらに同年には「国境の町」もヒットするなど、東海林は流行歌手としての地位を不動のものとした。そのままポリドールと専属契約を結んでからは、澄んだバリトンを活かして「むらさき小唄」「名月赤城山」「麦と兵隊」「旅笠道中」「野崎小唄」「すみだ川」「湖底の故郷」などのヒット歌謡を次々に世へ送り出して戦前の歌謡界を席巻、東海林太郎時代を到来させた。また東海林は、「谷間のともしび」などの外国民謡においても豊かな歌唱力を示した。第二次世界大戦開戦後はテイチクへ移籍するが依然として勢いが衰えることは無く、「贅沢は敵だ」という日本国内のスローガンを掲げて戦時色が濃くなっていく中でも「あゝ草枕幾度ぞ」「琵琶湖哀歌」「戦友の遺骨を抱いて」などのヒット曲を吹き込んでいる。
東海林の歌唱スタイルは燕尾服を着用して直立不動の状態であるが、このスタイルは剣豪・宮本武蔵を彷彿させるとしている。「一唱民楽」という言葉の如く「歌は民のため」という信念を持っており、常に真剣勝負という気持ちで歌唱する東海林の魂は激動の昭和を生き抜いた精神を表している。
東海林は宮本武蔵の「一剣護民」という言葉を愛し、武蔵の剣を彼にとっての歌に例えて、「一唱民樂」という造語を使用している。
また、彼は生前、「マイク1本、四方が私の道場です。大劇場であろうとキャバレーの舞台であろうと、変わりありません」と述べていた。

### 戦後の不遇～歌手協会会長として
第二次世界大戦の終戦後は、戦前のヒット曲が軍国主義に繋がるとしていわゆる「国粋的なヤクザもの」が禁止され、歌っていた東海林自身も進駐軍から睨まれるなど、不遇の時代が続いた。1946年（昭和21年）にポリドールへ復帰し、最初の作品は戦前からのヒット作と関係が深い赤城を舞台とした「さらば赤城よ」だった。
ベテランの域に達していた東海林はその後、1953年（昭和28年）に日本マーキュリーレコードへ重役歌手（相談役）として移籍し、地方公演を中心に活動を続ける。人気も徐々に回復していき、1957年（昭和32年）には東京・浅草の国際劇場において「東海林太郎 歌謡生活25周年記念公演」を開催する。1963年（昭和38年）には任意団体（当時）「日本歌手協会」を設立して初代会長に就任し、空前の「なつかしの歌声ブーム」（いわゆる「懐メロ」番組）にも出演するなど戦後の東海林太郎ブームを牽引した。こうした功績が評価され、1965年（昭和40年）には紫綬褒章 を、1969年（昭和44年）には勲四等旭日小綬章 をそれぞれ歌手として初めて受章している。

### 突然の死去
1972年（昭和47年）9月26日14時30分頃、東京・立川市内の知人宅に滞在していた際に調子の悪そうな歩き方を見せる東海林を心配したマネージャーから「調子が悪いのではないか」と問われ、「自分の身体は自分が一番よく知っている。眠たいだけだよ」と返答して横になるが、そのまま意識不明の重体に陥った。翌日には立川中央病院に緊急入院し、次男と妹の手を握りながら数人のファンに見守られ、同年10月4日8時50分、脳内出血によって死去した。73歳没。没日付で正五位に叙せられ、勲三等瑞宝章を授与された。葬儀は史上初めての「音楽葬」だった。
東海林の人生は常に病との闘いの日々だった。1948年（昭和23年）に直腸癌の診断を受けて最初の手術を行ってからは、1955年（昭和30年）・1964年（昭和39年）・1969年（昭和44年）と計4回に及ぶ手術で直腸を全摘・オストメイトとなり、その都度に周囲から「再起不能」と言われながらも、楽屋で衣装を身に着ける際には晒できつく腹を巻き付け、投薬による副作用で顔色が変わってしまう場合は化粧を施してステージに上がるなど、病魔を克服しながらの人生だった。
第二次世界大戦前後から死の直前までは、従来は別荘として使用していた長野県軽井沢町の家に在住していた。当時を知る地元の住民によれば、東海林はボランティア精神が豊富な人柄で、地域の婦人会長だった女性から頼まれれば、地元の小学校や自治会館などで気さくにコンサートを開催したという。現在では、東海林が居住していた家は凸版印刷の保養所として使用されているとのことである（保養所の広報より）。墓所は秋田市西船寺。2005年、東海林ゆかりの資料を紹介する東海林太郎音楽館が開館した。

## 受賞・受章歴
- 1965年 - 紫綬褒章 [2]、第7回日本レコード大賞特別賞（昭和40年）[1]
- 1969年 - 勲四等旭日小綬章（昭和44年）[2]
- 1972年 - NHK放送文化賞（昭和47年）[1]

死後
- 1972年 - 勲三等瑞宝章（昭和47年）[1]、第3回日本歌謡大賞放送音楽特別賞[1]

## 代表曲
| - 「絵傘日傘」（1933年） - 「キャラバンの鈴」（1933年） - 「夢の龍胆」（1933年） - 「赤城の子守唄」（1934年） - 「国境の町」（1934年） - 「月形半平太の唄」（1934年） - 「山は夕焼け」（1934年） - 「谷間のともしび」（1934年） - 「明日はあの山」（1934年） - 「城ヶ島夜曲」（1934年） - 「旅は鼻唄」（1934年） - 「女の友情 - 綾乃の子守唄」（1934年） - 映画「女の友情」主題歌 - 「母をたづねて」（1934年） - 映画「母の手」主題歌 - 「旅笠道中」（1935年） - 「野崎小唄」（1935年） - 「お駒恋姿」（1935年） - 「むらさき小唄」（1935年） - 「椰子の実」（1936年） - 「お夏清十郎」（1936年） - 「湖底の故郷」（1937年） | - 「愛国行進曲」（1937年） - 「すみだ川」（1937年）- 台詞：田中絹代 - 「牡蠣の殻」（1937年） - 「豊原市制謳歌」（1937年） - 「上海の街角で」（1938年） - 共唱：佐野周二 - 「忠治子守唄」（1938年） - 「陣中髭くらべ」（1938年） - 「麦と兵隊」（1938年） - 「名月赤城山」（1939年） - 「紀元二千六百年」（1940年） - 「ハルピン旅愁」（1940年） - 「戦場初舞台」（1940年） - 「ああ草枕幾度ぞ」（1941年） - 「軍国舞扇」（1941年） - 「琵琶湖哀歌」（1941年） - 共唱：小笠原美都子 - 「さらば赤城よ」（1947年） - 「椿咲く径」（1954年） - 「アイヌの子守唄」（1957年） - 「ある少尉の遺書」（1971年） - 「わがいのち暁まで」（1971年） |

## NHK紅白歌合戦出場歴
| 年度/放送回               | 放送日   | 会場                        | 回 | 曲目         | 出演順 | 対戦相手      | 備号   |
| ------------------------- | -------- | --------------------------- | -- | ------------ | ------ | ------------- | ------ |
| 1951年（昭和26年）/第1回  | 1月3日   | NHK東京放送会館第一スタジオ | 初 | 赤城かりがね | 6/7    | 二葉あき子    | トリ前 |
| 1955年（昭和30年）/第6回  | 12月31日 | 産経ホール                  | 2  | 義経の唄     | 11/16  | 小唄勝太郎(1) |        |
| 1956年（昭和31年）/第7回  | 12月31日 | 東京宝塚劇場                | 3  | 赤城の子守唄 | 16/25  | 小唄勝太郎(2) |        |
| 1965年（昭和40年）/第16回 | 12月31日 | 東京宝塚劇場                | 4  | 赤城の子守唄 | 08/25  | 九重佑三子    |        |

- 第6回と第7回は東海林が歌唱する場面の中継音声が現存し、第16回は東海林の歌唱映像が現存する。
- 第16回は「懐かしの紅白歌合戦」で、東海林の歌唱映像も含め全編が再放送された。
- 東海林は紅白史上最後の19世紀生まれの出場歌手である。

## 主なテレビ出演
- なつかしの歌声（テレビ東京）

## 東海林太郎を演じた俳優
- 滝田栄 - スペシャルドラマ『曠野のアリア』（TBS、1980年）
- 藤田まこと - 花王名人劇場『熱唱！藤田まこと　男涙の子守歌～34歳の新人歌手舞台』（全2回、関西テレビ、1980年）
- 藤田まこと - 舞台『東海林太郎物語 歌こそ我がいのち』（1981年初演。1985年2月11日、NHK『劇場への招待』で放送）